# ویلیام کلیتو
ویلیام کلیتو (انگلیسی: William Clito؛ ۲۵ اکتبر ۱۱۰۲ – ۲۸ ژوئیهٔ ۱۱۲۸) فرزند روبر دوم، دوک نورماندی و نوهٔ ویلیام یکم از دودمان نورماندی بود که از سال ۱۱۲۷ تا زمان مرگش بر کنت‌نشین فلاندر حکومت کرد.